# Nassautandbaars
De Nassautandbaars of Nassaubaars of Jacob Peper (Epinephelus striatus) is een straalvinnige vis uit de familie van zaagbaarzen (Serranidae), orde baarsachtigen (Perciformes). Het is een van de grotere zeebaarzen uit de familie Serranidae en komt voor in het westen en het zuidwesten van de Atlantische Oceaan van de eilanden van Bermuda tot aan de kust van Florida en de Bahama's.

## Anatomie
De vis kan een lengte bereiken van 122 cm met een gewicht van 25 kilogram en kan maximaal 16 jaar oud worden. Van de zijkant gezien heeft het lichaam van de vis een normale vorm, van bovenaf gezien is de vorm het beste te typeren als gedrongen. De kop is min of meer recht. De ogen zijn normaal van vorm en zijn symmetrisch. De mond zit aan de bovenkant van de kop.
De vis heeft één zijlijn, één rugvin met 11-12 stekels en 16-18 vinstralen en één aarsvin met drie stekels en acht vinstralen.

## Leefwijze
De Nassaubaars is een solitaire zoutwatervis die voorkomt in een tropisch klimaat. De soort is voornamelijk te vinden in kustwateren (zoals estuaria, lagunes en brakke zeeën), op open zee, koraalriffen en wateren waarvan de bodem bedekt is met zeegras. De diepte waarop de soort voorkomt is 1 tot 90 m onder het wateroppervlak. Zijn kleur varieert afhankelijk van de omgeving en waterdiepte, en is soms roodachtig, dan weer bruin of oranje-rood. De vis kan ook afhankelijk van zijn motivationele toestand van kleur veranderen. Over zijn basiskleur heen bevinden een aantal lichtere strepen en donkere plekken of strepen. In het paarseisoen komen groepen van duizenden exemplaren op specifieke plekken bijeen.
Het dieet van de vis bestaat hoofdzakelijk uit dierlijk voedsel, waarmee het zich voedt door te jagen op macrofauna en vis.

## Relatie tot de mens
De Nassaubaars vormt een makkelijk doelwit voor vissers omdat hij altijd op dezelfde plaatsen en in hetzelfde seizoen eieren legt. Op deze broedplaatsen komen dan in de wintermaanden bij volle maan grote groepen Nassaubaarzen bijeen. Om de vis voor uitsterven te behoeden is op meerdere plaatsen, zoals de Kaaimaneilanden en Bahama's, het vissen verboden in de wintermaanden.
De vis is voor de visserij van aanzienlijk commercieel belang. Bovendien wordt er op de vis gejaagd in de hengelsport. De soort kan worden bezichtigd in sommige openbare aquaria. Voor de mens is de jacob Peper potentieel gevaarlijk, omdat er vermeldingen van ciguatera-vergiftiging zijn geweest.
De soort is volgens de Rode Lijst van de IUCN een bedreigde diersoort.